# Parque Nacional Lauca

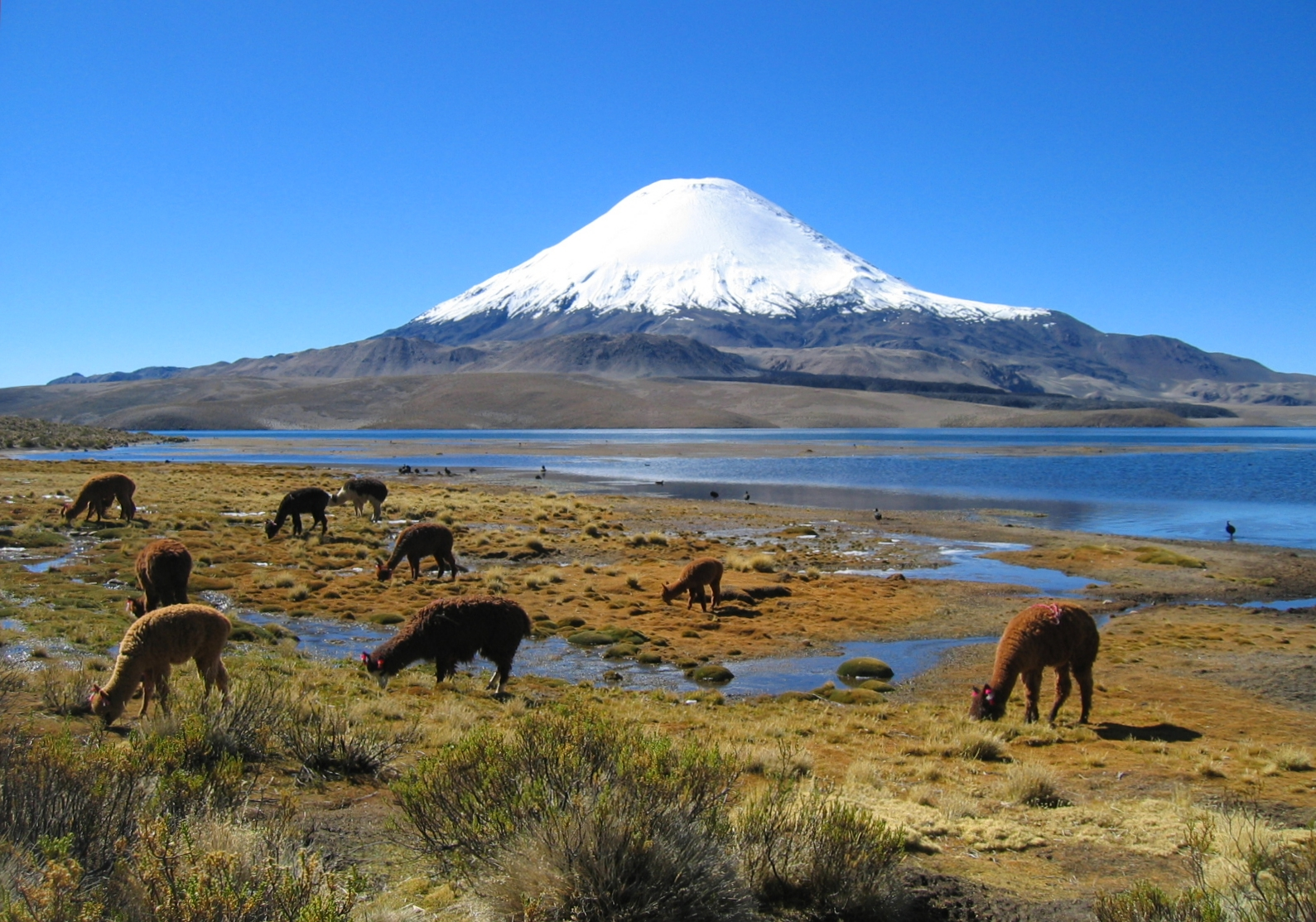
Lago Chungará e aos fundos o vulcão Parinacota.

O Parque Nacional do Lauca está localizado no planalto e precordilheira de Parinacota, na região de Arica e Parinacota, no Chile e possui uma superfície de 137.883 hectares. O Parque faz parte da Rede Mundial de Reservas da Biosfera, por possuir espécies vegetais e animais endêmicas e por sua importância cultural e arqueológica.
Na região onde se localiza o Parque, é possível encontrar vestígios de comunidades indígenas (Chucuyo e Parinacota) de até 9 mil anos.

## O Lago
O Lago Chungará, localizado a 4.520 metros de altitude, ao lado do vulcão Parinacota, é o lago mais alto do mundo. Ele possui uma superfície de 22 km² e profundidade de 35 m. Seu principal afluente é o rio Lauca.

## Os Vulcões

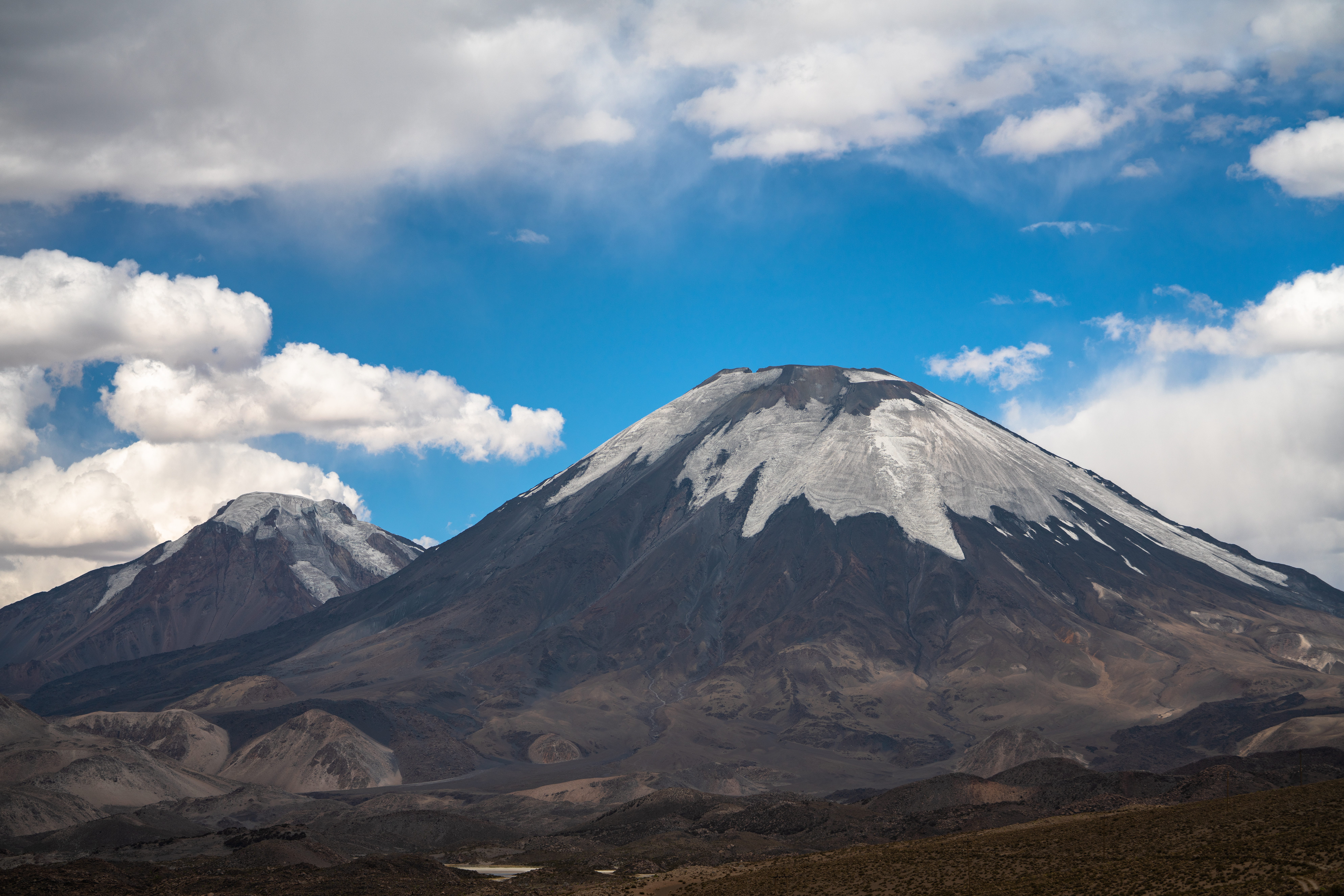
Os Payachatas: os vulcões Parinacota e Pomerape

Os Payachatas são dois vulcões gêmeos enormes, o Parinacota com 6.342 m e o Pomerape com 6.282 m. Os Payachatas, juntamente com o Lago Chungará, são duas das principais atrações do Parque. O cume do Parinacota é o ponto mais alto do parque.
Os vulcões Guallatiri e Acotango, que estão na fronteira do Chile com a Bolívia, com 6.071 e 6.052 metros respectivamente, são dois estratovulcões. A ultima erupção do Guallatiri ocorreu em 1960 e do Acontango não se sabe.
Vulcão Guallatiri é uma montanha de mais de seis mil metros localizada na fronteira do Chile com a Bolívia na Puna do Atacama, um dos lugares mais secos do mundo.
A região onde fica a montanha, Paso Chungara, é dominada por vulcões, sendo que o Sajama é mais alto da região, seguido pelo Parinacota, Pomerape e Acotango.
A cúpula contem um domo de lava. Fluxos de lava espessa estão localizadas nos flancos inferiores norte e oeste.	
1996 Atividades Fumarólicos
Observações do vulcão em 19 e 20 de julho de 1996, mostrou tranqüila emissões de vapor branco da cratera. No flanco sul do vulcão, a 400 m abaixo do cume, havia uma área livre de neve que emitia vapor. Em 2 de novembro de 1990, duas áreas de atividades fumarólicas fortes, foram observadas no vulcão. As fumaças mais vigorosas foram avistadas a 80 m abaixo do cume, produzindo uma pluma de 200 m de altura, acompanhada por um ruído de motores a jato. Uma erupção em 1 de dezembro de 1985 foi originalmente atribuída ao vulcão Acotango, mas posteriormente determinou-se ser mais provável do vulcão Guallatiri.
As erupções produziram nuvens de fumaça branca, que subiram a 500 m na vertical. As erupções ocorreram em intervalos de 45-75 segundos. Durante uma pesquisa de campo em 1987, verificou-se que os vulcões Capurata, Acotango e Humarata não mostraram sinais de atividade, suas crateras estando cobertas com gelo e neve limpas. Fumarolas foram observadas no vulcão Guallatiri indicando assim que a erupção de 1985 tinha ocorrido nele.

## Rios
O Rio Lauca é um rio binacional, nasce no Chile e deságua no Lago Coipasa que esta situado a 3.657 metros de altitude no departamento de Oruro, Bolívia.

## Espécies

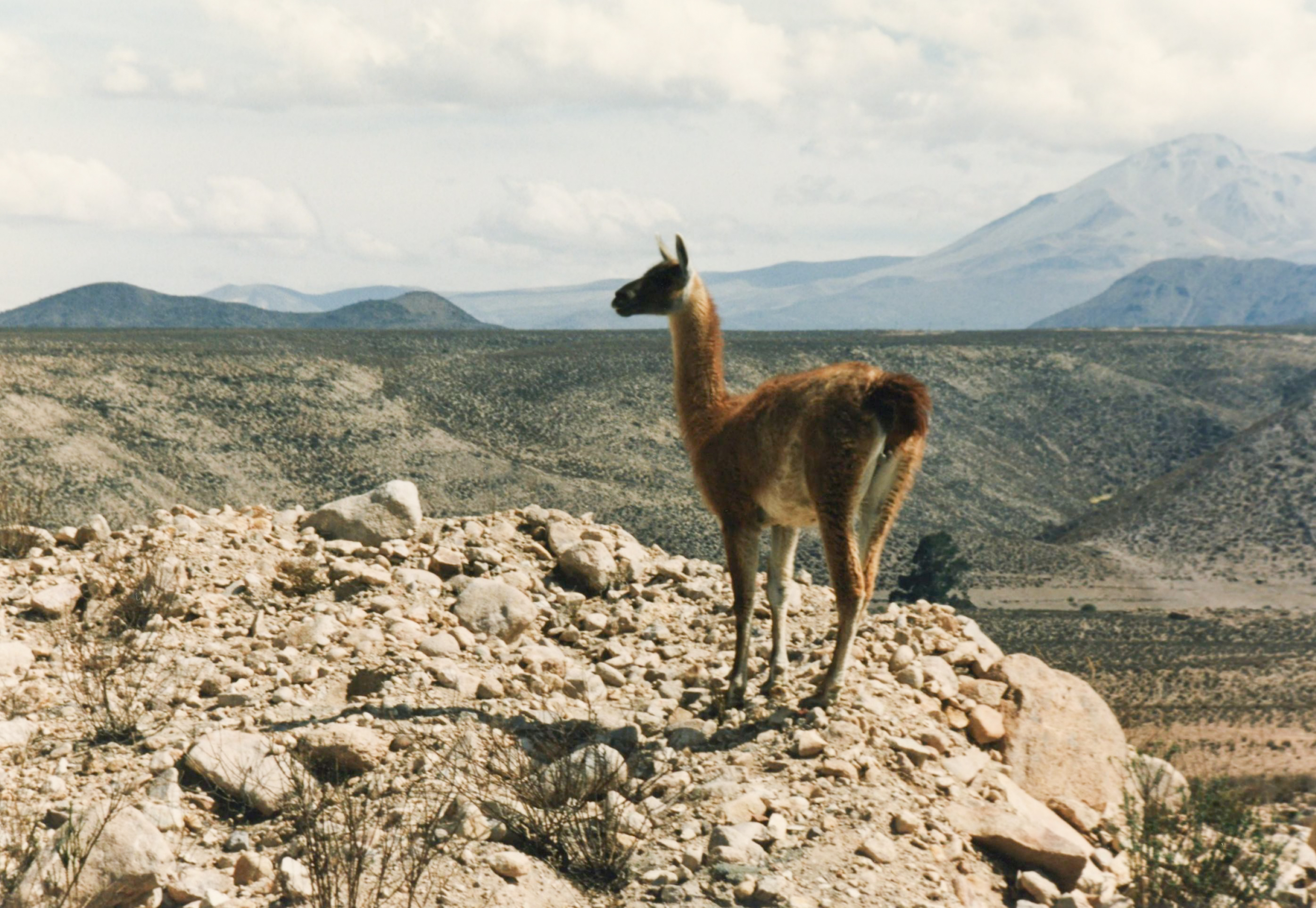
Guanaco no Parque Nacional Lauca.

Os flamingos presentes transformam a paisagem, colorindo as margens do lago de rosa. Outras aves também fazem do lago um lugar de rara beleza. Muitas outras espécies são encontradas no parque, algumas endêmicas da região. Exemplo de espécies que ocorrem na região são a vicunha, a lhama, a alpaca, o guanaco, o puma, patos e a viscacha.

## Turismo
Existem alguns passeios saindo da cidade de Arica, que visitam alguns lugares desta região, entre eles o Parque Nacional Lauca.
Os ônibus que saem da cidade de Arica com destino a La Paz passam pelo lago.

## Galeria de Fotos

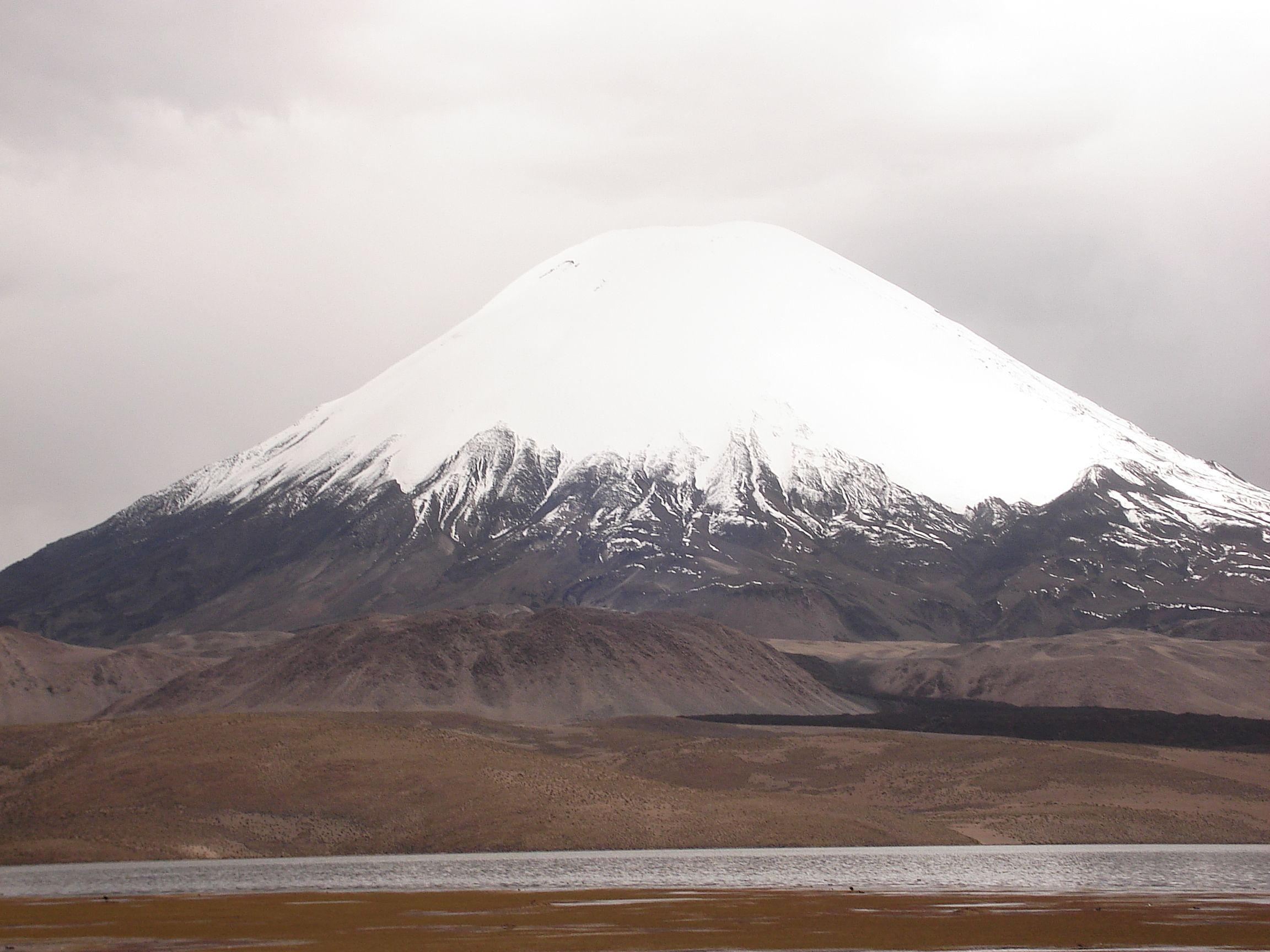
Lago Chungará e o vulcão Parinacota ao fundo.
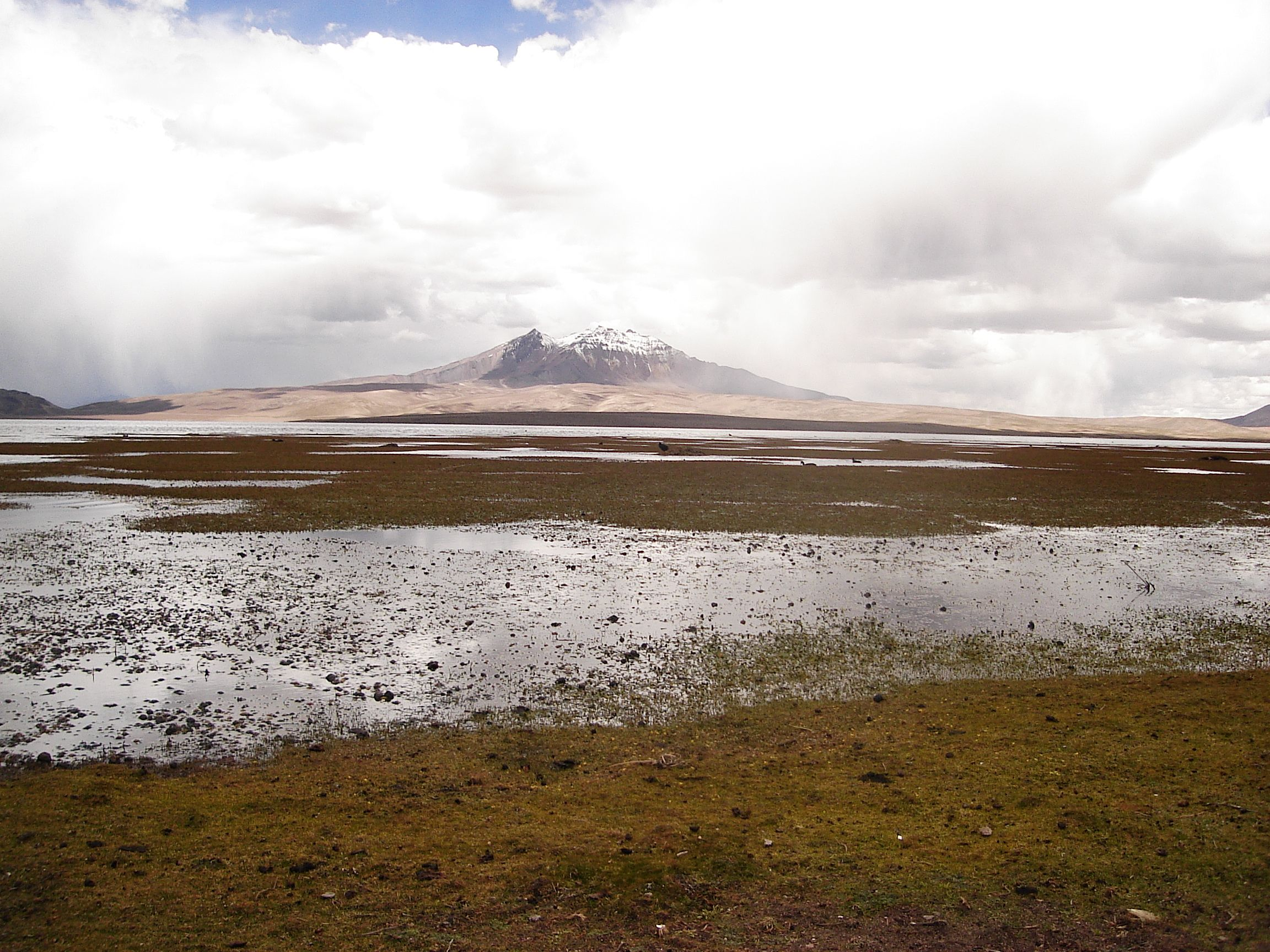
Lago Chungará e o vulcão Sajama aos fundos.
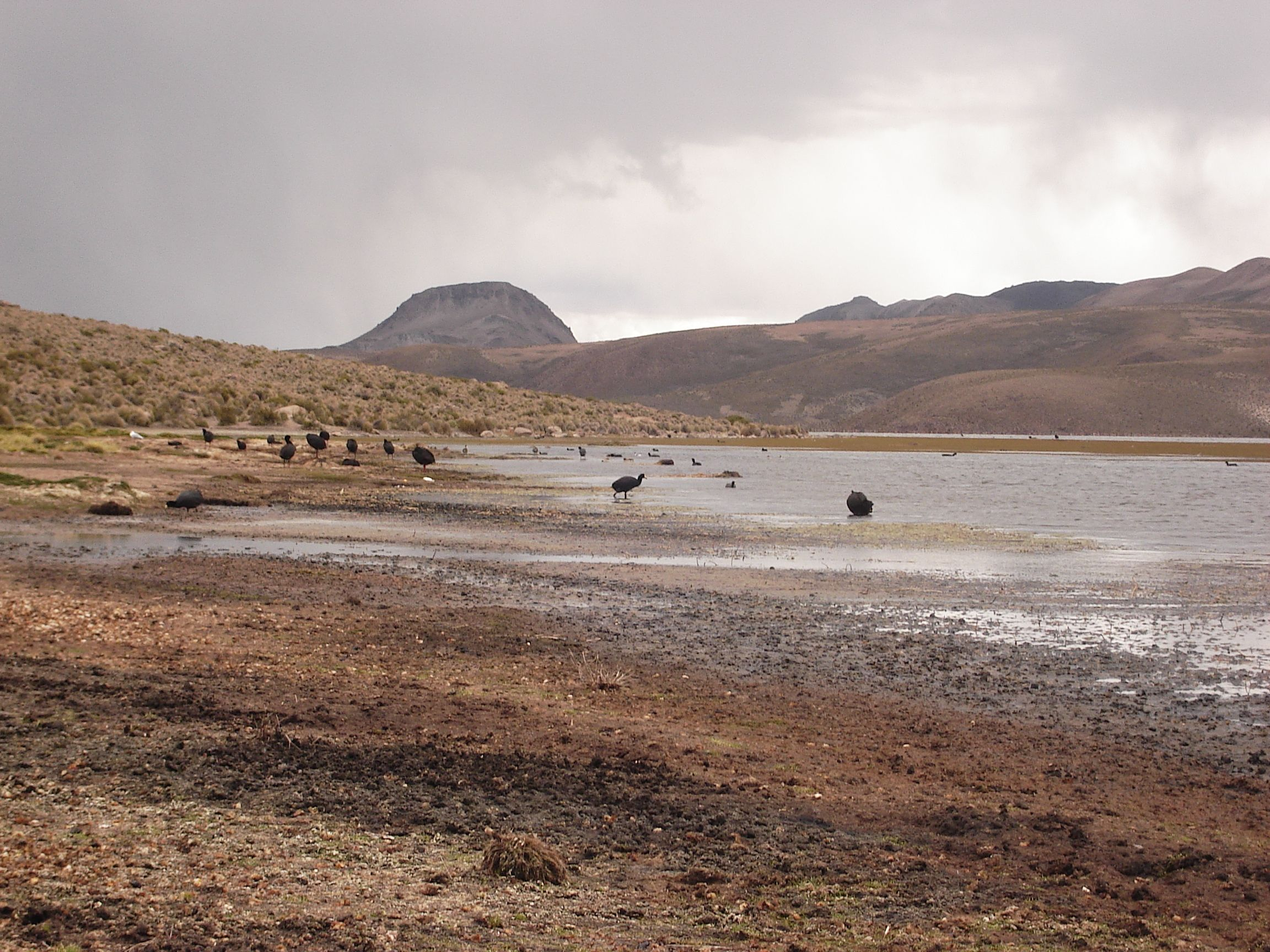
Lago Chungará.
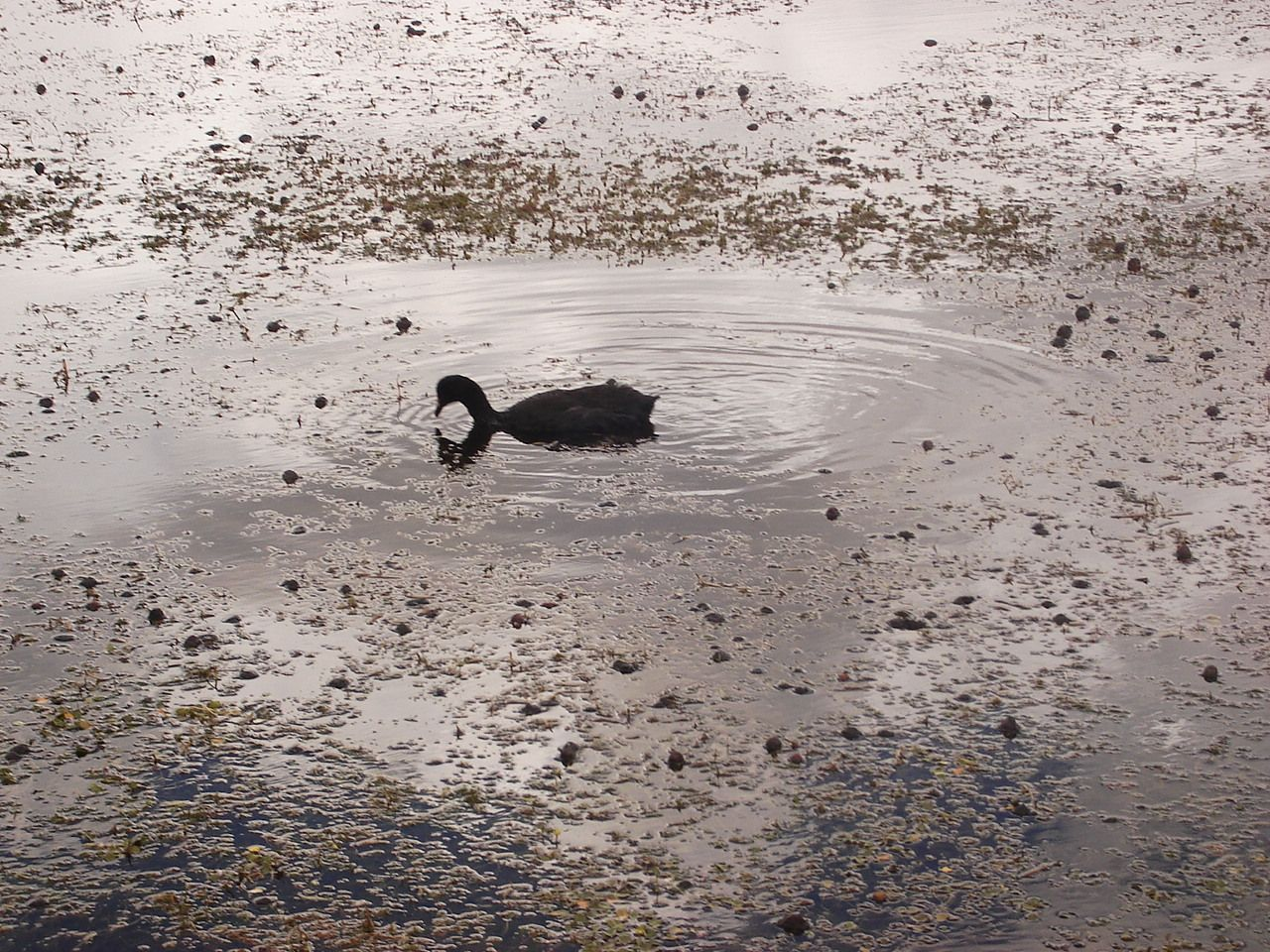
Um pato no lago Chungará.
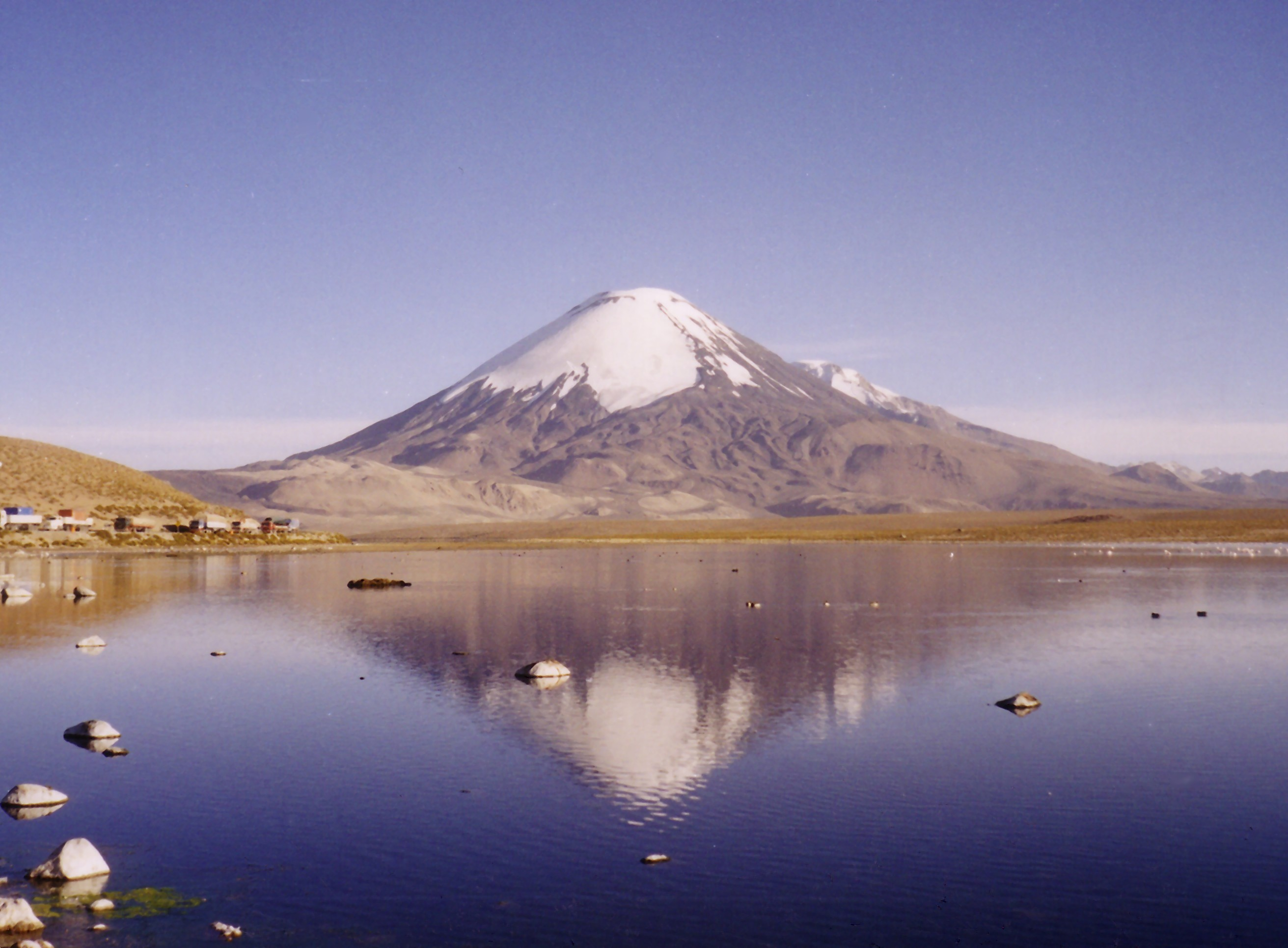
Lago Chungará e o vulcão Parinacota ao fundo.
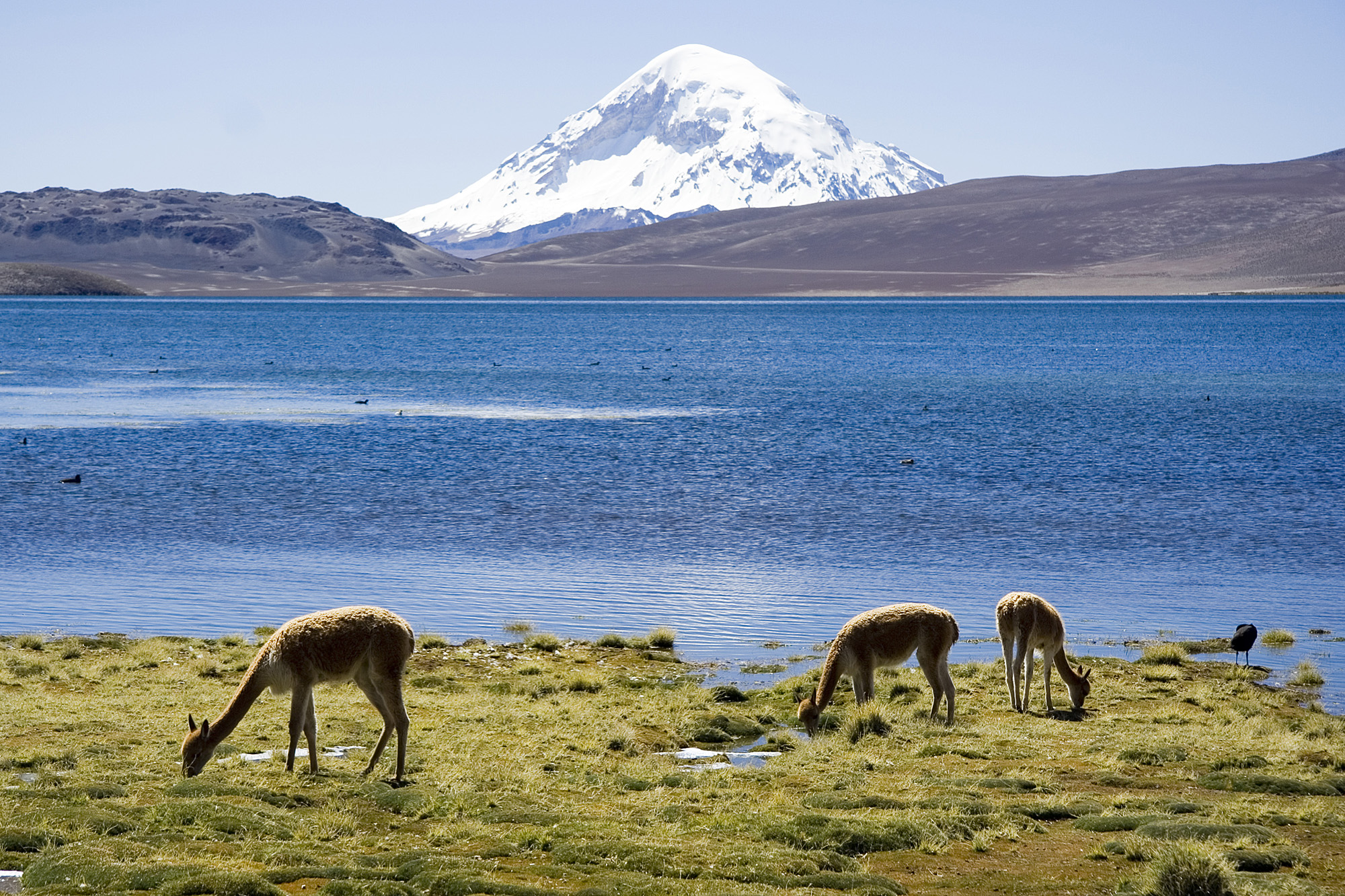
Lago Chungará e o vulcão Sajama aos fundos.
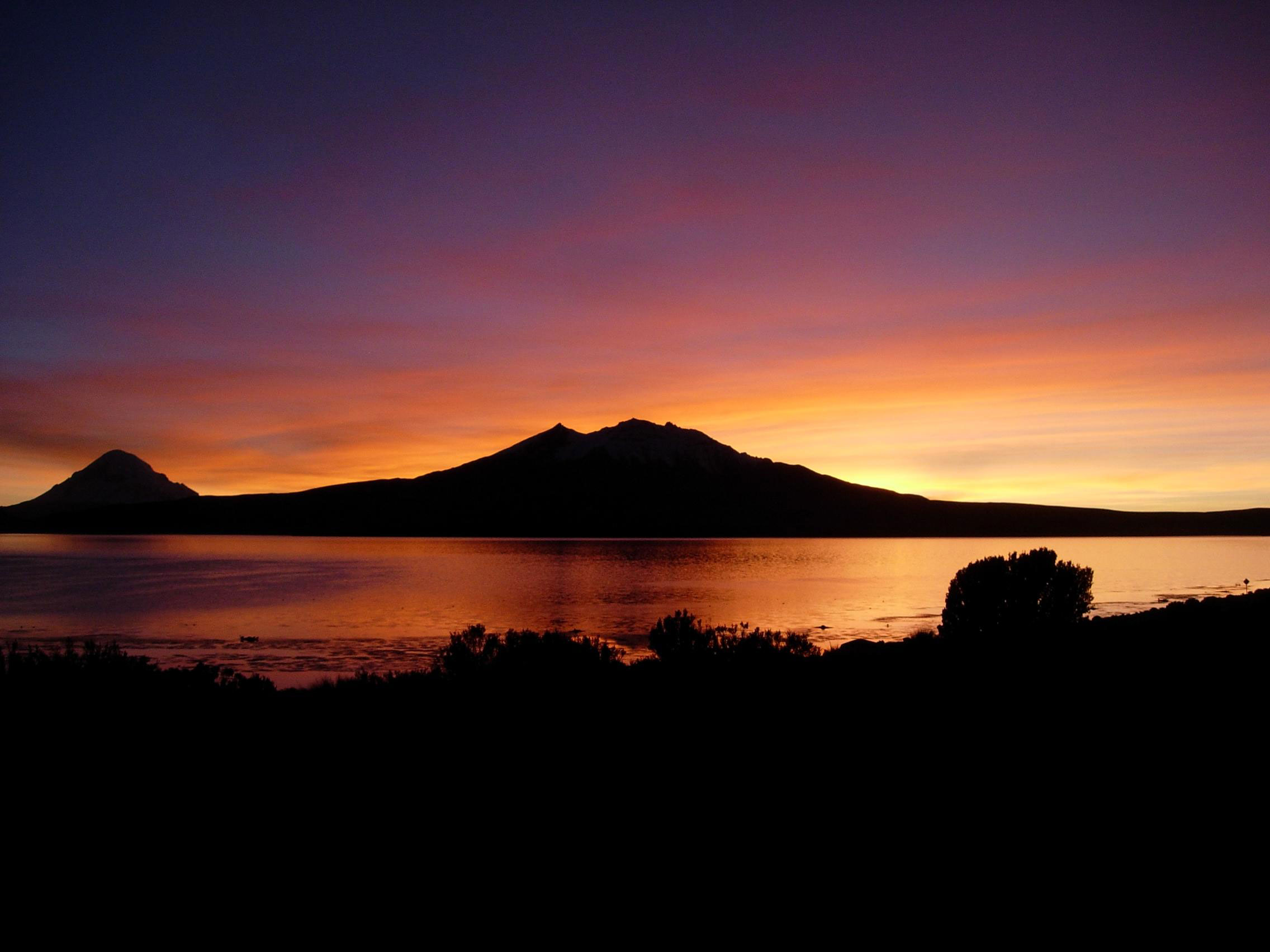
Anoitecer no parque.
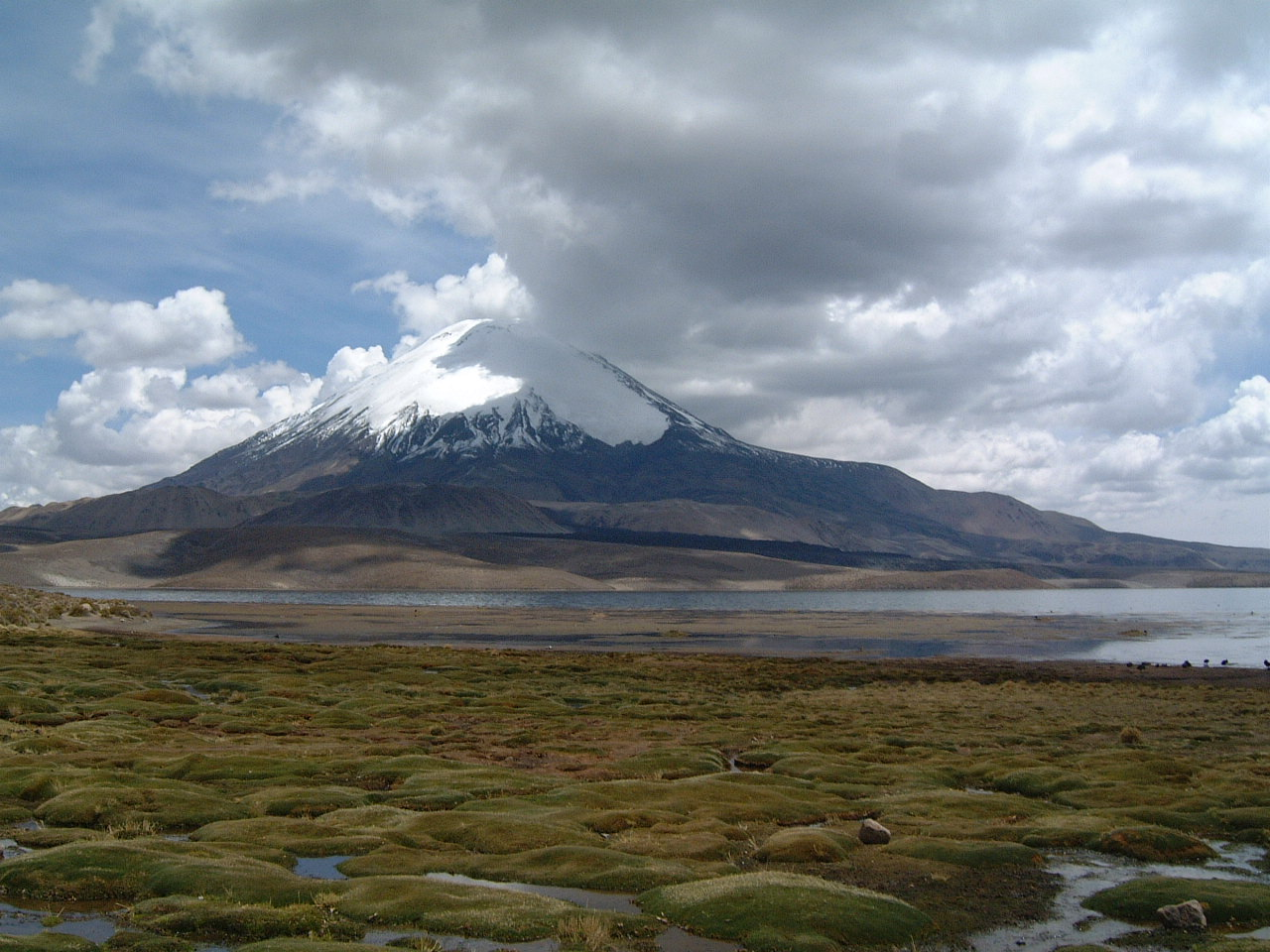
Parinacota.
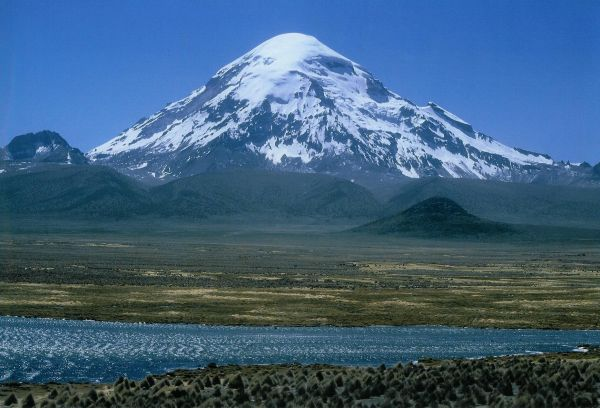
Sajama visto do parque Lauca.
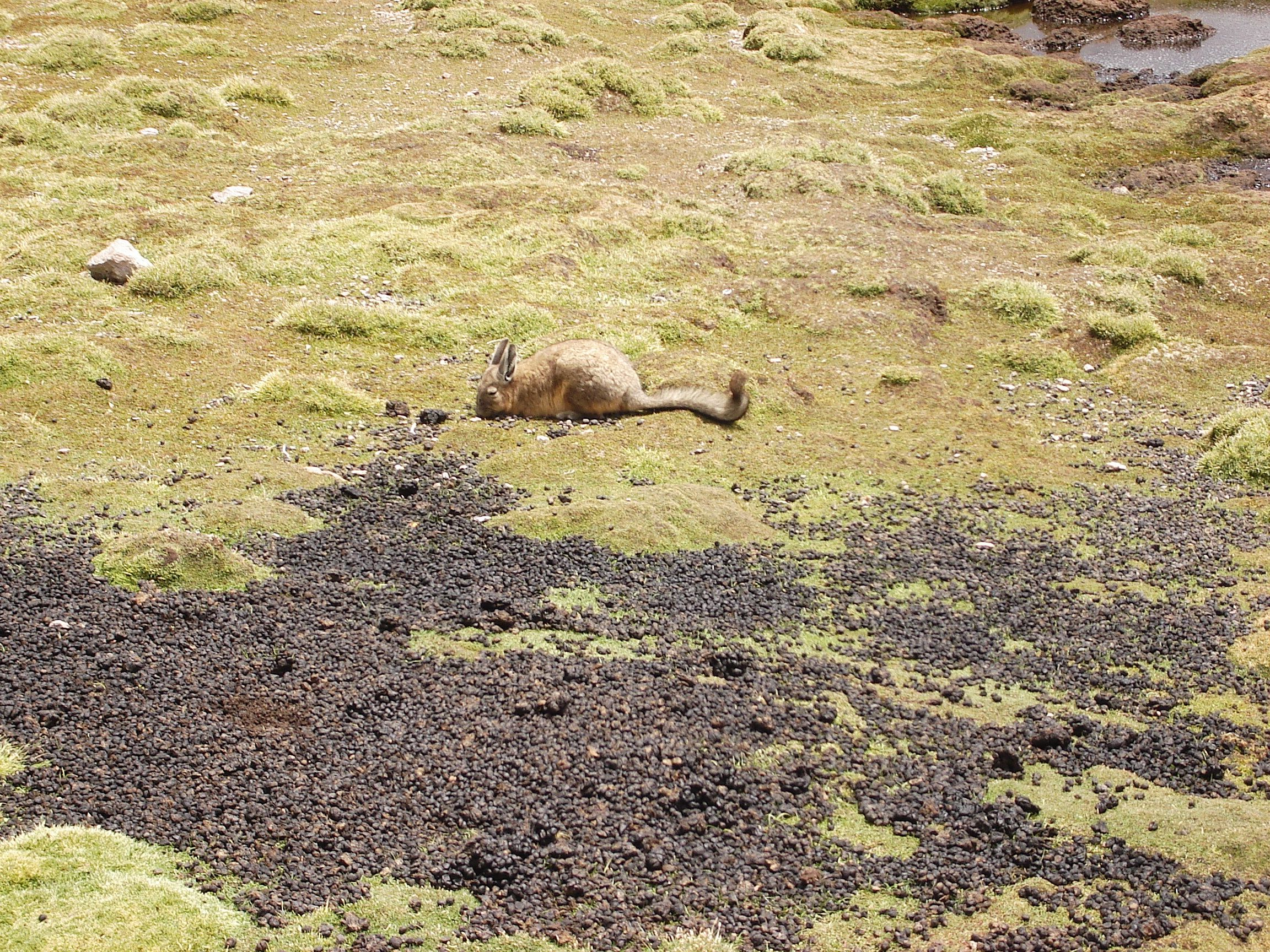
Um Viscacha no parke Lauca.
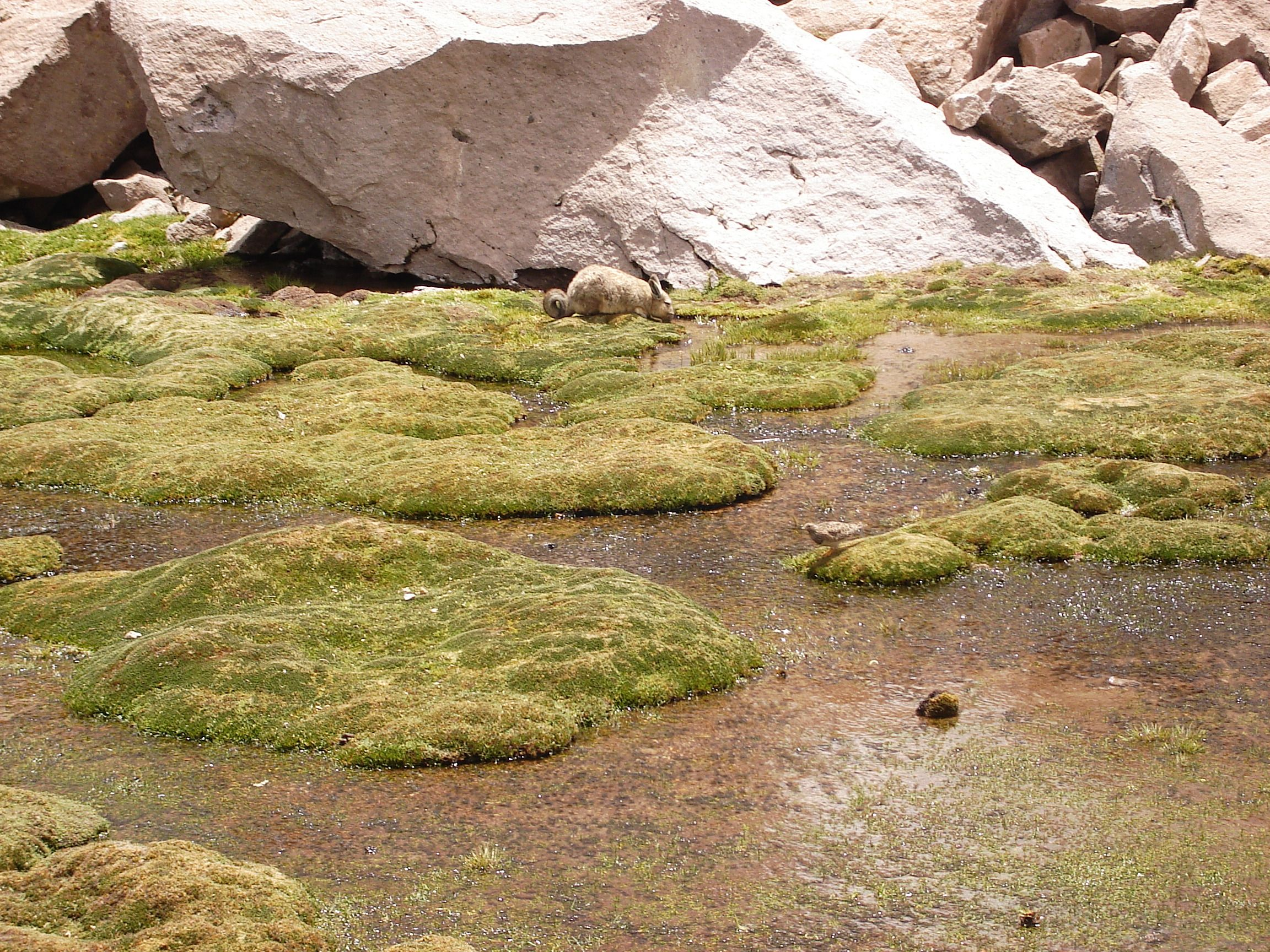
Viscacha em seu habitat natural.
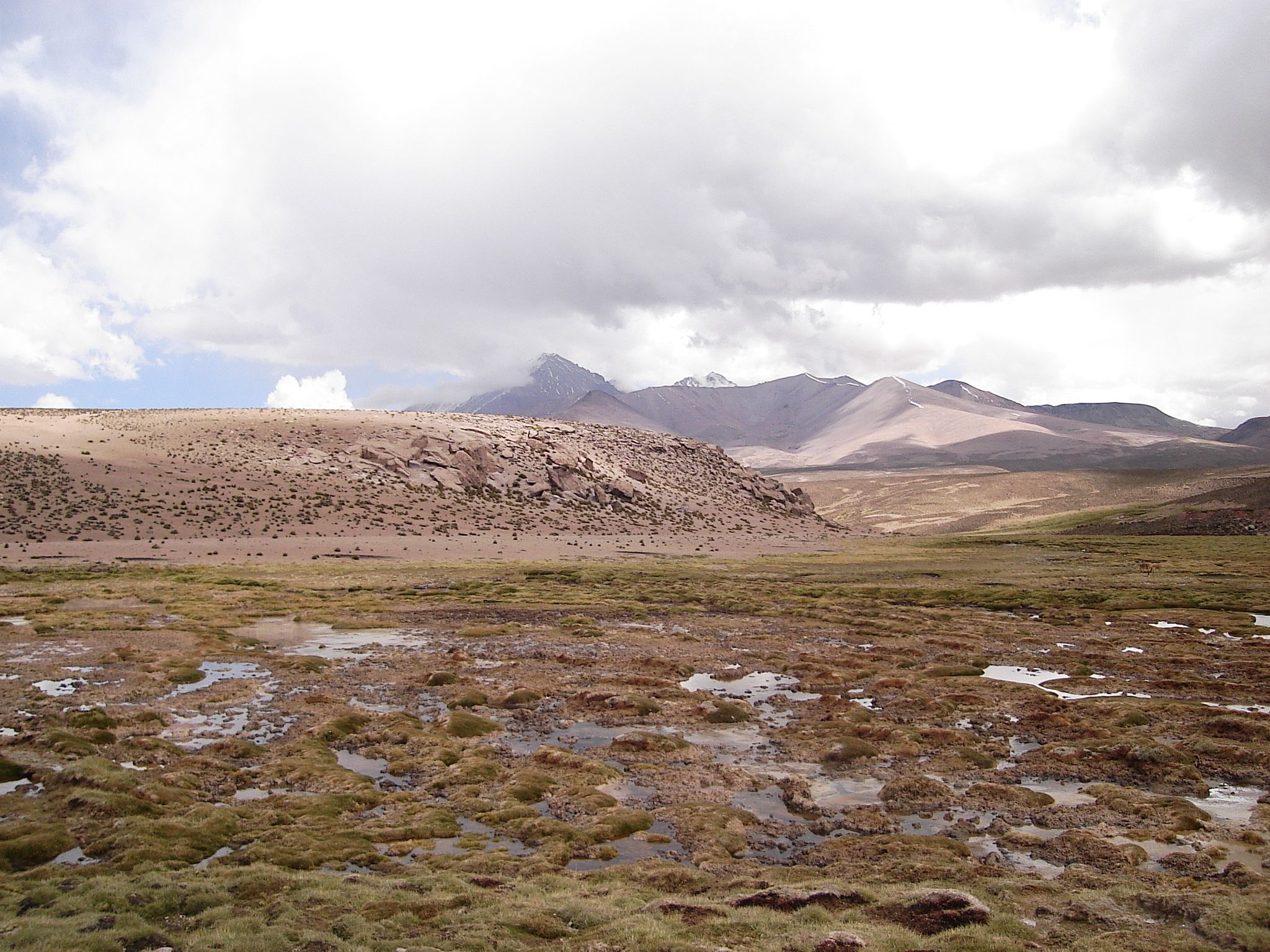
Vegetação do parque Lauca
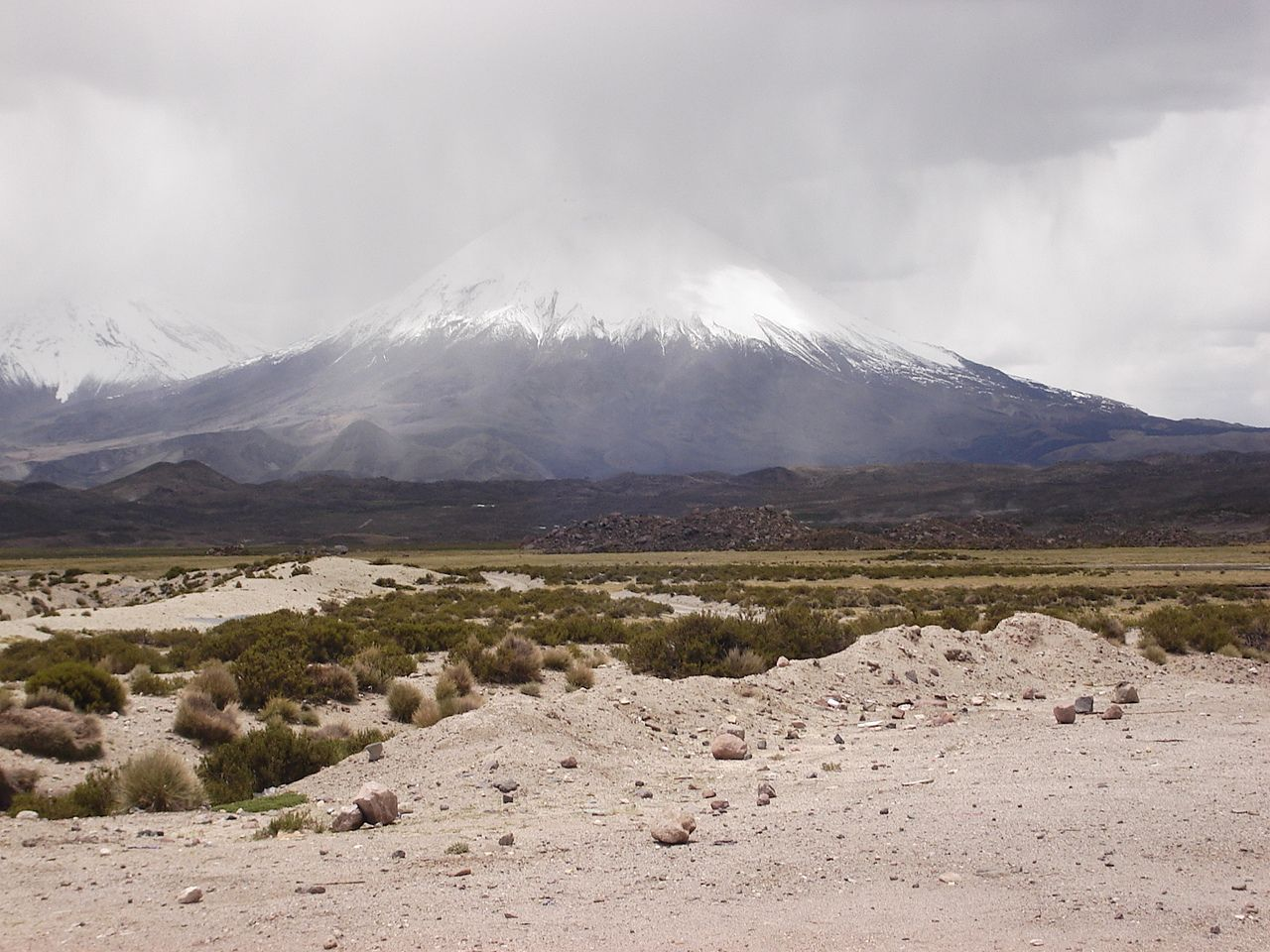
Parinacota.
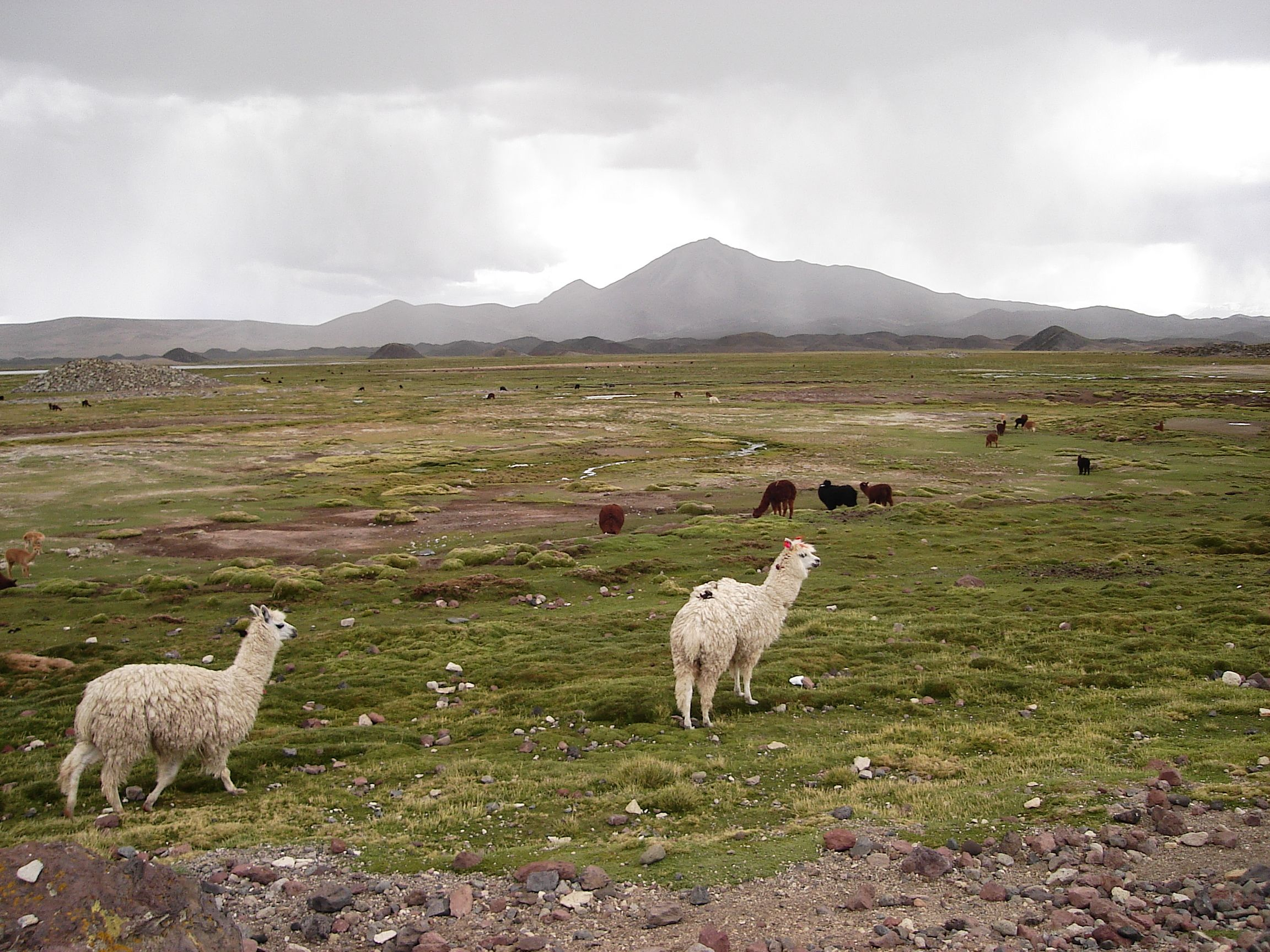
Lhamas em seu habitat natural.
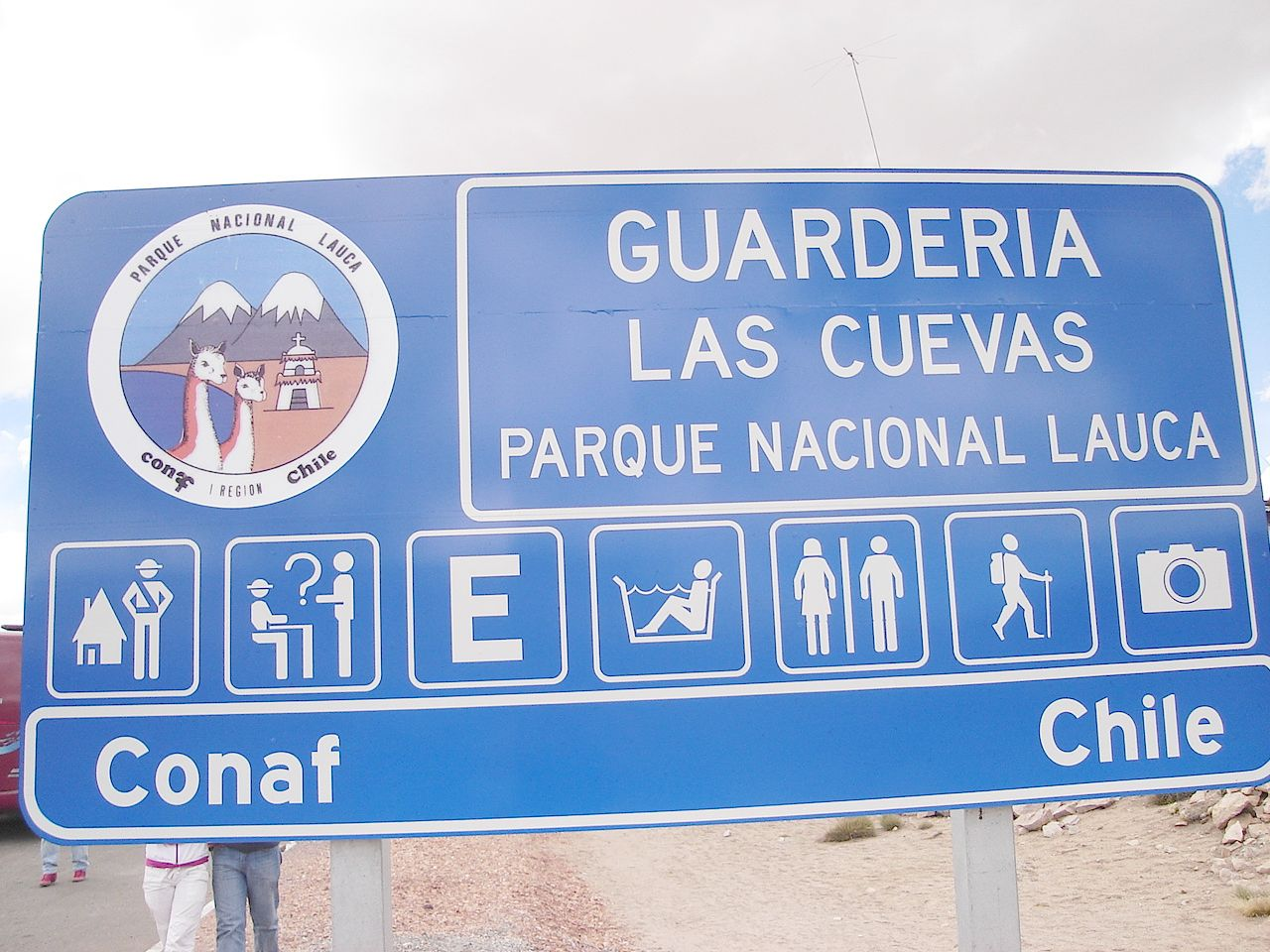
Placa informativa do parque.

## Ligações Externas
- Informações Sobre o Parque.(Espanhol)
- UNESCO Homem e Biosfera – Parque Nacional de Lauca(Inglês).